# Microernobius
Microernobius is een monotypisch geslacht van kevers uit de familie van de klopkevers (Anobiidae).

## Soort
- Microernobius nigronitidus Pic, 1951